# Ilha North Kent
A Ilha North Kent é uma das ilhas do Arquipélago Ártico Canadiano, na Região de Qikiqtaaluk, Nunavut, Canadá. Fica no estreito de Cardigan, entre as muito maiores Ilha Devon e Ilha Ellesmere, e é desabitada.
É uma zona de proteção de aves, como o eider-edredão e a gaivota-hiperbórea.